# Historia de un oso
Pour plus de détails, voir Fiche technique et Distribution.
Historia de un oso (Histoire d'un ours) est un court métrage d'animation chilien des Punkrobot réalisé par Gabriel Osorio en 2014.
Il a remporté la catégorie meilleur court d'animation à la 88e édition des Oscars.

## Synopsis
Le film montre un vieil ours qui sort tous les jours de sa maison vide, pour jouer d'un petit orgue de Barbarie au coin d'une rue de la ville qu'il habite. Lorsqu'il joue de l'orgue une boîte de théâtre de marionnettes mécanique se met en action et raconte l'histoire de sa famille, qui a vécu heureuse jusqu'à ce qu'un cirque l'emmène loin de sa femme et son fils.